# Средняя Ира
Средняя Ира — река в России, протекает в Гавриловском районе Тамбовской области. Устье реки находится в 32 км по правому берегу реки Ира у села Гавриловка 2-я. Длина реки составляет 38 км. Площадь бассейна не превышает 364 км².
У истока реки стоит деревня Дмитриевка. Ниже река протекает через населённые пункты: Нов. Деревня, Ольшанка, Рудовские Выселки, Камчатка, Анненка, Малиновка, Синявка 1-я, Синявка 2-я, Поляково, Чупятово, Булгаково и Гавриловка 2-я у устья.
Система водного объекта: Ира → Ворона → Хопёр → Дон → Азовское море.

## Данные водного реестра
По данным государственного водного реестра России относится к Донскому бассейновому округу, водохозяйственный участок реки — Ворона, речной подбассейн реки — Хопёр. Речной бассейн реки — Дон (российская часть бассейна).
В реестре зафиксировано, что не Средняя Ира (Ольшанка) впадает в Иру, а наоборот, Ира впадает в Ольшанку (Среднюю Иру) слева в 32 км от устья, а уже Ольшанка (Средняя Ира) в Ворону. Длина Ольшанки (Средней Иры) в реестре — 70 км, площадь водосборного бассейна — 960 км².
Код объекта в государственном водном реестре — 05010200212107000006496.